# 安德烈·多泰尔
安德烈·多泰尔（法語：André Dhôtel，法語發音：[ɑ̃dʁe dotɛl]；1900年9月1日—1991年7月22日）是一名法国文學家，1955年以小说《永远到不了的国度》（Le pays où l'on n'arrive jamais）荣获费米娜奖，由此名声远扬，其作品丰富而独特，接近日常生活，但超凡脱俗、妙趣横生，人与自然的和谐，始终占据着重要地位。
多泰尔出生于法国东北部阿登省的阿蒂尼，其父为拍卖行拍卖官。小时候在家乡度过，在大学取得哲学学士文凭。1920至1923年服兵役，1921年在部队跟作家马塞尔·阿尔朗（Marcel Arland）创办了《奇遇》（Aventure）杂志。
1924年被派往雅典任法国研究高等学院教师，1928年回到法国，发表了第一批诗歌作品。1930年发表了第一部小说《营房》。1932年跟葡萄酒批发商的女儿苏珊·洛朗（Suzanne Laurent）结婚。1935至1938年在法国中部及西北的诺曼底任教，1940年再次应征入伍。1943年在库洛米耶任教，并在此结束职业生涯，然后专门从事文学写作，几乎每年发表一部作品。
功夫不负有心人，经过长期的精心耕耘，以其作品丰富、深刻的内涵，以及优美流畅的文笔，于1955年荣获费米娜文学奖，于1974年荣获法兰西学院文学大奖，于1975年荣获法国文学大奖。安德烈·多泰尔不愧为深受读者喜爱的作家，他的不少作品还被翻译为多种外语，其短片小说《路》（La Route）由路士栋先生译为汉语，发表在《外国文学》1987年第4期上，此后被收入《二十世纪外国短篇小说编年·法国卷》。